# Musée de la moisson
Le musée de la Moisson est un musée ethnographique situé à Sagy (Val-d'Oise), village proche de Cergy-Pontoise.
Il se trouve au sein du parc naturel régional du Vexin Français. Il présente les mutations techniques et sociales de l’agriculture céréalières du XXe siècle et expose des machines et des outils utilisés pour l’agriculture. Le musée de la moisson a ouvert ses portes le 10 septembre 2000 grâce à l’initiative de l’association Les Moissonneurs.

## L’association Les Moissonneurs
En 1985, des machines agricoles sont présentées lors de la Fête de la Moisson à Sagy. En 1987, l’association Les Moissonneurs est créée. En 1991, la commune de Sagy (Val-d'Oise) achète un ancien corps de ferme pour y entreposer les anciennes machines de l’association. Un an plus tard, l’idée d’un futur musée de 430 m2 est envisagée. Elle se concrétise le 10 septembre 2000 avec l'inauguration du musée.

## Collections
Le musée expose des outils agricoles utilisés par les paysans vexinois du XXe siècle. Des dizaines  d'outils et de machines manuelles ou mécaniques y sont exposées : faux, faucilles, moissonneuses-batteuses, tracteurs, etc. Ces outils sont présentés de façon chronologique. Les visiteurs peuvent découvrir que les faux et faucilles médiévales ont laissé la place aux machines tractées par des chevaux, puis la locomobile à vapeur entrainant une batteuse et enfin aux tracteurs thermiques. La visite est ponctuée par des témoignages de céréaliers, d’arboriculteurs et d’éleveurs sur les difficultés des paysans. Ces témoignages s'écoutent dans d'anciens appareils téléphoniques des années 1950. Un film sur l’évolution de l’agriculture dans le Vexin est diffusé dans la salle de projection. Une boutique située en fin de visite propose des produits du Vexin.

### Machines
- Une locomobile à vapeur de 1933.
- Une trépigneuse de 1909.

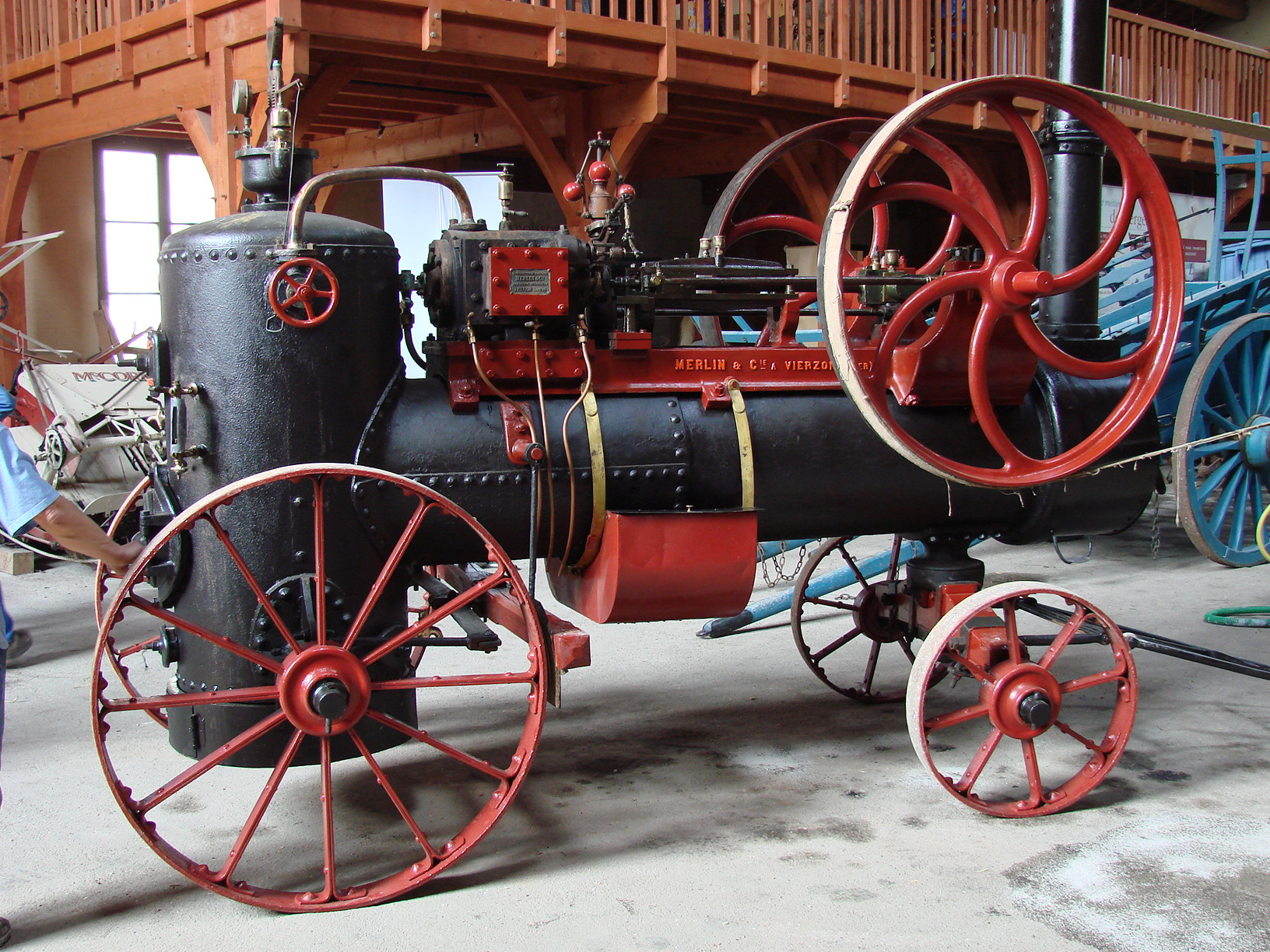
Locomobile à vapeur, 1933.

- Des appareils téléphoniques de 1950.
- Une rifleuse de 1850.

### Autres collections
- En 2015 : un poulailler et un espace lavandière consacré aux outils utilisés avant l’apparition des laves-linge sont présentés dans la cour du musée. La reconstitution d’une habitation du XIXe siècle est également proposée dans une salle.
- En 2016 : un livret jeu pour enfants est créé.

## Visite pour les scolaires
Le musée propose aux scolaires plusieurs visites, au choix :
- l'atelier découverte des céréales, pour distinguer les différentes céréales, avec création d’un herbier ;
- la route du blé, pour découvrir le cycle du blé au pain ;
- l'exposition-jeu de la ferme à l’assiette, parcours interactif pour découvrir l’origine des aliments (cette exposition a été créée par le musée en herbe) ;
- ateliers culinaires : réalisation de compote de pomme ou de soupe de légumes avec découverte de leur origine, leur utilisation et leurs bienfaits ;
- l'animation spéciale pour La Semaine du goût.

## Les événements du musée de la Moisson
Le musée accueille chaque année plusieurs événements.

### La fête de la Moisson
Tous les deux ans, les machines du musée sont mises en état de fonctionnement lors de la Fête de la Moisson qui a lieu le deuxième dimanche de septembre. La prochaine édition aura lieu le 10 septembre 2017.

### La fête de l’épouvantail
Cette journée, se déroulant en mars, propose des ateliers créatifs pour les enfants, un concours du plus bel épouvantail, et une visite libre du musée. En 2017, la 16e édition aura lieu le 26 mars.

### Autres événements
- Fête pâques
- Nuit européenne des musées.
- Journées européennes du patrimoine.
- Halloween en famille.